# Italo Bellini
Italo Bellini (ur. 20 lipca 1915 w Castelraimondo, zm. 1 stycznia 1993 w Rzymie) – włoski strzelec sportowy, medalista mistrzostw świata, olimpijczyk.

## Życiorys
Specjalizował się w strzeleniu do rzutków, w konkurencji trap. Zdobył dwa medale na mistrzostwach świata w 1950 w Madrycie: złoty w trapie drużynowo i srebrny w trapie indywidualnie. Na mistrzostwach świata w 1952 w Oslo zdobył brązowy medal w trapie drużynowo.
Na igrzyskach olimpijskich w 1952 w Helsinkach zajął 8. miejsce w trapie.

## Wyniki olimpijskie
| Igrzyska | Konkurencja | Wynik               | Miejsce | Źródło |
| -------- | ----------- | ------------------- | ------- | ------ |
| IO 1952  | Trap        | 186 punktów (89-97) | 8.      | [ 3 ]  |